# Qiu Xigui
Dans ce nom chinois, le nom de famille, Qiu, précède le nom personnel.
Qiu Xigui (en chinois : 裘锡圭 ; pinyin : qiú xī guī ; Wade : Ch'iu Hsi-kuei), né le 13 juillet 1935 à Shanghaï (république de Chine) et mort le 8 mai 2025 dans la même ville, est un historien chinois, paléographe et professeur à l'université Fudan.

## Biographie
Qiu Xigui est né en juillet 1935 à Shanghai. En 1952, il est  admis au département d'histoire de l'université Fudan et s'intéresse à l'histoire chinoise d'avant la dynastie Qin. Sous l'influence de Hu Houxuan (胡厚宣) expert de renom dans les os oraculaires, Qiu s'y intéresse ainsi qu'à la calligraphie style bronze. Après avoir obtenu son diplôme en 1956, il devient étudiant de troisième cycle dans le domaine des os oraculaires et de l'histoire de la dynastie Shang, sous la direction du Professeur Hu. La même année, Hu est transféré à l'institut d'histoire de l'Académie chinoise des sciences à Beijing, suivi par Qiu,.

### Carrière
Après avoir terminé ses études supérieures en 1960, Qiu est assigné à un poste d'enseignant assistant au département de chinois de l'université de Pékin. De 1964 à 1966, Qiu, comme beaucoup d'autres intellectuels, est envoyé à la campagne pour être "rééduqué par les paysans" dans le cadre du Mouvement d'éducation socialiste du président Mao Zedong. Il est envoyé dans le district de Jiangling, Hubei et le district de Yanqing (municipalité de Pékin). Au cours de la Révolution culturelle, il a travaillé comme ouvrier dans une ferme de la province de Jiangxi de 1969 à 1971.
En 1972, Qiu participe aux recherche de documents sur la dynastie Han sur le site de fouilles de Mawangdui, sous la direction de Zhu Dexi (en). De 1974 à 1976, il travaille sous la tutelle de Zhu à la Wenwu Publishing House, où ils font des recherches sur les Yinqueshan Han Slips et d'autres lamelles de bambou. Il devient professeur associé à l'université de Pékin en 1978 et professeur titulaire en 1983.
De 1982 à 1983, Qiu enseigne la paléographie chinoise à l'université de Washington (Seattle) en tant que chercheur invité. De février à juillet 1998, il donne des conférences sur la paléographie et la littérature ancienne au département chinois de la National Tshing Hua 
University (en) de Taïwan. En novembre 2000, il reçoit un doctorat honorifique par l'université de Chicago.
En 2005, Qiu retourne à son alma mater, l'université Fudan pour diriger le centre de recherche sur les classiques chinois excavés et la paléographie.
Il décède au Xinhua Hospital (en) de Shanghai le 8 mai 2025.

## Publications
Beaucoup de découvertes de Qiu Xigui sont publiées en 1988 dans son livre Wenzixue Gaiyao (文字学概要). Selon le sinologue américain Edward L. Shaughnessy, le livre est « la plus importante étude sur la paléographie chinoise », et « universellement reconnue pour être la présentation définitive » de ce champ d'étude. Il a été traduit en anglais par Gilbert L. Mattos et Jerry Norman, deux grands érudits occidentaux de la littérature chinoise, publié en 2000 sous le titre de Chinese Writing (« Écritures chinoises »). Sa version corrigée de 2017 a été traduite et publiée en japonais en 2022.
En 2002, Qiu a publié environ 300 articles universitaires, dont certains repris dans son livre Guwenzi Lunji (古文字论集, « Travaux collectés sur la paléographie ») publié en 1992,. En 2012, le livre Collected Works of Qiu Xigui (裘锡圭学术文集, « Travaux collectés de Qiu Xigui »), composé de six volumes et trois millions de caractères, a été publié par Fudan University Press.